# Saad Hussain Rizvi
Saad Hussain Rizvi, né le 21 septembre 1994 à Lahore (Pakistan), est un dignitaire religieux et homme politique pakistanais. 
Il est l'actuel dirigeant du Tehreek-e-Labbaik Pakistan, un parti politique islamiste radical qu'il préside depuis la mort de son père, Khadim Hussain Rizvi, qui était son fondateur, en novembre 2020,,. D'obédience barelvi, ce parti est connu pour défendre vigoureusement les législation pakistanaise criminalisant le blasphème.

## Biographie
Né le 21 septembre 1994, il étudie dans l'école coranique (madrassa) Dars-i Nizami de son père à Lahore.
En octobre-novembre 2020, à la suite des propos du président français Emmanuel Macron sur la liberté de caricaturer (dans le contexte du procès de l'attentat contre Charlie Hebdo et de l'assassinat de Samuel Paty), le TLP lance plusieurs manifestations au Pakistan. C'est à ce moment que son père décède, et ses funérailles qui rassemblent des dizaines de milliers de sympathisants servent de manifeste au parti. C'est lui qui dirige la prière funéraire et prononce l'oraison funèbre de son père, dont il se veut le continuateur. 
Le 12 avril 2021, il est arrêté à Lahore lors d'un trajet vers son domicile en tant que sécurité préventive par la police pour avoir menacé de tenir une longue marche si leur demande d'expulsion de Marc Baréty, l'ambassadeur de France au Pakistan, n'était pas satisfaite. Des manifestations importantes sont organisées pour demander sa libération.